# Cipondoh (Cipondoh)
Cipondoh is een bestuurslaag in het regentschap Tangerang van de provincie Banten, Indonesië. Cipondoh telt 23.800 inwoners (volkstelling 2010).